# Danijel Kovačević
Danijel Kovačević (* 28. Februar 1978 in Frankfurt am Main) ist ein deutsch-kroatischer Fußballspieler.

## Karriere
Kovačević kam über Croatia Zagreb sowie NK Hrvatski Dragovoljac 1999 zum HNK Šibenik. Dort machte der junge Offensivspieler auf sich aufmerksam und kam zu einem Einsatz in der kroatischen U21-Auswahl, als er im EM-Qualifikationsspiel am 4. September 2018 gegen Irland (2:2) für Hrvoje Vejić eingewechselt wurde. Auch in Deutschland entdeckte man ihn und der aus der Bundesliga abgestiegene SSV Ulm 1846 verpflichtete ihn. Kovačević konnte sich jedoch nicht dauerhaft durchsetzen und in zwölf Spielen für die Spatzen gelangen ihm zwei Treffer. Da der Verein jedoch am Ende der Saison abstieg und wegen des Lizenzentzugs bis in die Fünftklassigkeit abstürzte, wechselte er zum Ligakonkurrenten 1. FC Saarbrücken. Im Saarland gelangen ihm in elf Partien ebenso zwei Tore. Nach seinem zweiten Abstieg in Deutschland kehrte Kovačević zurück nach Kroatien und unterschrieb bei NK Zagreb. 2005 wechselte er zu MŠK Žilina, ehe er ein Jahr später zu HNK Šibenik zurückkehrte. Seit 2007 ist er nun im kroatischen Amateurfußball aktiv.